# Oxyopes apollo
Oxyopes apollo là một loài nhện trong họ Oxyopidae.
Loài này thuộc chi Oxyopes. Oxyopes apollo được George Stewardson Brady miêu tả năm 1964.